# Зоопаговые
Зоопаговые (лат. Zoopagales) — порядок грибов из подотдела Zoopagomycotina отдела зигомицетов. Большинство видов паразиты или хищники микроскопических животных, таких как амёбы, нематоды, личинки насекомых. Представители семейства Пиптоцефалисовых (Piptocephalidaceae) — паразиты грибов, главным образом мукоровых.